# Aihara Koji
Aihara Kōji (相原 コージ (Tương Nguyên Hoằng Trị)) là một tác giả manga Nhật Bản đến từ Hokkaido. Ông cùng Takekuma Kentaro đã viết lên câu chuyện Saru demo Kakeru Manga Kyoushitsu (サルでも描けるまんが教室).

## Tiểu sử
Koji lớn lên với những thời buổi đọc tác phẩm của Osamu Tezuka. Ông lần đầu xuất hiện với Hachigatsu no Nureta Pantsu vào năm 1983, đăng trên Weekly Manga Action Magazine. Aihara được biết rộng rãi với Bunka Jinrui Gag, Koojien, Mujina và Manka. Ông cũng vẽ một bản yonkoma của một cuốn từ điển Nhật. Công việc của ông đưỡ mô tả là sự khởi đầu cho thể loại hài kịch trong manga. Ông đã từng thiết kế nhân vật cho hai trò chơi điện tử nhập vai Maka Maka và Idea no Hi.

## Công việc

### Manga
- Hachigatsu no Nureta Pantsu
- Katte ni Shirokuma
- Saru demo Kakeru Manga Kyoushitsu
- Bunka Jinrui Gag
- Koojien
- Mujina
- Manka
- Z ~Zed~

### Trò chơi điện tử
- Maka Maka
- Day of the Idea